# Andrea lässt sich scheiden
Andrea lässt sich scheiden (internationaler Festivaltitel: Andrea Gets a Divorce) ist ein österreichischer Spielfilm von Josef Hader aus dem Jahr 2024. Die Tragikomödie wurde am 18. Februar 2024 bei der 74. Berlinale in der Sektion Panorama uraufgeführt. Kinostart war am 23. Februar 2024 in Österreich und am 4. April 2024 in Deutschland.

## Handlung
Andrea lebt auf dem Land und arbeitet als Polizistin. Sie hat erst vor kurzer Zeit ihren Ehemann Andy verlassen und bereits eine Stellenzusage der Kripo St. Pölten angenommen. Auf der Geburtstagsfeier ihres aktuellen Dienstkollegen Georg in der örtlichen Gaststätte kommt es zu einer Auseinandersetzung mit ihrem betrunkenen Noch-Ehemann. Er versucht, sie zu einem Neustart ihrer Beziehung zu überreden. Sie lehnt ab und bittet ihn, in die Scheidung einzuwilligen. Wütend wirft er sie aus seinem Wagen, in dem die Unterredung stattgefunden hat, sie kann ihm jedoch gerade noch die Autoschlüssel wegnehmen, um ihn daran zu hindern, betrunken nach Hause zu fahren. Aufgebracht macht er sich zu Fuß auf den Weg.
Kurze Zeit später befindet sie sich in ihrem Wagen auf der Heimfahrt auf der Landstraße. Ein Anruf ihres Vaters, bei dem sie eingezogen ist, als sie Andy verlassen hat, führt zu einem kurzen Moment der Unaufmerksamkeit, und etwas trifft mit großer Wucht die Front ihres Autos. Als sie aussteigt, stellt sie fest, dass sie ihren Mann überfahren hat. Nach ergebnislosen Versuchen ihn wiederzubeleben, begeht sie unter Schock Fahrerflucht. Noch in derselben Nacht klingelt ihr Kollege mit der Nachricht vom Tod ihres Mannes bei ihr und berichtet, der Unfallfahrer habe sofort die Polizei verständigt und sich gestellt. Andrea kommt mit ihm zum Tatort und stellt fest, dass der Lehrer und trockene Alkoholiker Franz sich für den Täter hält, weil er Andys Leiche überfahren hat.
Während Andrea versucht, ihre Spuren zu verwischen, indem sie ihren VW bei einem Schrauber auf dem Land reparieren lässt, beginnt Franz wieder zu trinken. Von Schuldgefühlen geplagt, sucht Andrea Franz immer wieder auf und beobachtet mit Entsetzen, wie er mehr und mehr den Halt im Leben verliert. Die Kette unglückseliger Ereignisse reißt jedoch auch für Andrea nicht ab. Sie sondiert bei ihrem zukünftigen Kollegen Walter in St. Pölten die Lage, ob ein früherer Arbeitsbeginn bei der Kripo möglich wäre, was dieser ihr zusagt. Dann fällt jedoch ihr gehbehinderter Vater die Treppe hinunter und muss ins Krankenhaus St. Pölten. Gerade als sie sich nach dieser anstrengenden Nacht in ihrer neuen Dienstwohnung in St. Pölten hingelegt hat, klingelt Walter bei ihr unter dem Vorwand, sie mit ein paar Einkäufen für die neue Dienstwohnung willkommen zu heißen. Beim gemeinsamen Kaffee eröffnet ihr Walter schrittweise, dass an Andys Kleidung Spuren von Lackabrieb eines weißen VWs gesichert sind und als Täterin nur Andrea in Betracht kommt. Während Andrea noch ahnungslos tat, war sie durch ihren zukünftigen Kollegen längst überführt. Er macht ihr jedoch klar, dass er Stillschweigen über seine Erkenntnisse bewahren werde, weil er sie mehr als nur rein kollegial mag. Dies untermauert er, indem er ihr das sorgsam gehütete Geheimnis lüftet, dass er sich durch falsch verstandene Pflege am Tod seiner Mutter „schuldig“ gemacht habe – somit wisse nun jeder von ihnen ein dunkles Geheimnis von der anderen Person. Einige Zeit spielt Andrea das Spiel mit, dann jedoch stellt sie sich mit einer Selbstanzeige auf ihrer Heimatdienststelle bei ihrem Kollegen Georg und gesteht auch Franz, zu dem sie ein freundschaftliches Verhältnis aufgebaut hat, dass sie ihren Mann selbst überfahren habe. Da ihr Auto von der Polizei letztlich beschlagnahmt und sie vom Dienst suspendiert wurde, schenkt ihr Franz sein Auto, damit sie nach St. Pölten fahren kann, um ihren Vater im Krankenhaus zu besuchen.

## Hintergrund
Andrea lässt sich scheiden ist der zweite Spielfilm von Josef Hader nach Wilde Maus (2017). Auch schrieb er das Drehbuch mit Florian Kloibhofer und spielte die männliche Hauptrolle des Religionslehrers Franz. Zum weiteren Schauspielensemble gehörten unter anderem Birgit Minichmayr als Titelheldin Andrea, Thomas Schubert, Robert Stadlober sowie Thomas Stipsits.
Der Film wurde von Mai bis Juni 2022 in Niederösterreich gedreht (die Kunstinstallation Großes Zwiebelchen auf einem Kreisverkehr, die im Film oft zu sehen ist, stammt von Leo Schatzl und steht in Unterstinkenbrunn); insgesamt waren 35 Drehtage angesetzt. Hinter der Produktion standen die Wega Film sowie als Co-Produzent die Golden Girls Filmproduktion & Filmservices. Co-finanziert wurde der Film vom Österreichischen Filminstitut, dem Filmfonds Wien, der Agentur Filmstandort Austria, dem Land Niederösterreich und dem ORF.

## Veröffentlichung und Rezeption
Andrea lässt sich scheiden hatte am 18. Februar 2024  bei den Internationalen Filmfestspielen Berlin Weltpremiere. Dort wurde das Werk in die Sektion Panorama aufgenommen. In ihrer Pressemitteilung schrieben die Festivalorganisatoren, dass Hader „mit einer Melange aus Humor und Melancholie [...] auf traurige, trunkene Männer und eine Frau, die einen Plan hat“, blicke. Hauptdarstellerin Birgit Minichmayr ist auf der Berlinale in einem weiteren Beitrag in der Sektion Forum vertreten (Mit einem Tiger schlafen, Regie: Anja Salomonowitz).
Filmjournalist Dieter Oßwald zeigt sich auf Programmkino.de angetan von dem Regie-Zweitling: "Famos schrullige Figuren. Situationskomik vom Feinsten. Pointenreiche Dialoge. Schuld und Sühne in Niederösterreich. Gut. Besser. Hader!"
Thomas Abeltshauser schreibt in der Berliner Morgenpost: „Haders Film ist eine Gratwanderung zwischen lakonischem Humor und ernsthafter Auseinandersetzung mit Schuld und Sühne, mitten in der sanften Hügellandschaft des Weinviertels und seinen Straßendörfern, die in ihrer verfallenen Tristesse so gar nichts Barockes haben. Eine Comédie noire, an deren Ende das Streben nach Glück und schlechtes Gewissen sich gegenüberstehen. Hader schont in der Frage weder seine Figuren noch sein Publikum. Da muss schon jeder für sich alleine durch.“
Ein regulärer Kinostart im Verleih von Filmladen war für den 23. Februar 2024 angekündigt, in Deutschland im Verleih von Majestic am 4. April.

## Auszeichnungen
Im Rahmen seiner Aufnahme in die Panorama-Sektion der Berlinale 2024 war Andrea lässt sich scheiden automatisch für den Panorama Publikumspreis nominiert.
Beim Österreichischen Filmpreis 2024 wurde der Film als Publikumsstärkster Kinofilm für mehr als 174.000 Kinobesucher ausgezeichnet.
2025 wurde Josef Hader für den Film Andrea lässt sich scheiden mit dem Ernst-Lubitsch-Preis für die beste komödiantische Leistung im deutschen Film ausgezeichnet.